# Panchlora pulchella
Panchlora pulchella es una especie de cucaracha del género Panchlora, familia Blaberidae. Fue descrita científicamente por Burmeister en 1838.

## Distribución
Habita en Brasil.